# Мурованая Ошмянка
Мурованая Ошмянка, также Муровано-Ошмянка (бел. Мурава́ная Ашмя́нка) — агрогородок в Ошмянском районе Гродненской области Белоруссии. Административный центр Мурованоошмянковского сельсовета. Население 409 человек (2009).

## География
Деревня расположена в 11 км к северо-западу от города Ошмяны. В 9 км к западу от Мурованой Ошмянки проходит граница с Литвой, деревня находится в приграничной зоне Республики Беларусь.

### Гидрография
Рядом с деревней берёт начало река Ошмянка.

## История
В конце XVI века имение принадлежало известному государственному деятелю Великого княжества Литовского Кшиштофу Дорогостайскому. Он оборудовал в родовом поместье типографию, где в XVI веке была напечатана первая в Речи Посполитой книга по анатомии и физиологии лошадей «Гипика», автором которой был сам Дорогостайский; а также книга «Censura» (1615 год, хранится в Отделе редкой книги Национальной библиотеки Беларуси). В середине XIX века типография была перестроена в дворец, в настоящее время от неё остались руины. Сам Кшиштоф Дорогостайский был похоронен в Мурованой Ошмянке в фамильном склепе.
В 1650 году здесь основан католический приход. В конце XVIII века на месте старого храма было построено новое деревянное здание католического храма (сохранился до наших дней).
В результате третьего раздела Речи Посполитой (1795) деревня оказались в составе Российской империи, в Ошмянском уезде. В 1921—1939 годах Мурованая Ошмянка была в составе межвоенной Польской Республики, где принадлежала Ошмянскому повету Виленского воеводства. С 1939 года — в составе БССР. В 1944 году недалеко от Мурованой Ошмянки произошел бой между Армией Крайова и литовскими коллаборационистами из Литовского местного отряда.

В 2009 году деревня Мурованая Ошмянка преобразована в агрогородок.
- Местечко на старых снимках
- Костёл Пресввятой Девы Марии. 1930 год
- Часовня
- Амбар
- Амбар
- Амбар. Фрагмент
- Амбар. Фрагмент

## Население

### Численность
- 2009 год — 409 жителей

### Динамика
- 1866 год — 184 человек, 26 дворов
- 1886 год — 330 человек, 44 дворов
- 1905 год — 306 человек
- 1999 год — 338 человек, 134 хозяйства (перепись населения)
- 2009 год — 409 жителей (перепись населения)[5]
- 2015 год — 415 человек, 155 хозяйств

## Культура
- Дом культуры
- Музей ГУО "Мурованоошмянковская средняя школа"

## Достопримечательность
- Руины типографии (конец XVI века) — памятник истории и зодчества, в 1 км на юго-запад от деревни.
- Католический храм Пресвятой Девы Марии (1790 г.) —  Историко-культурная ценность Республики Беларусь, шифр 412Г000075. Памятник архитектуры. Деревянное зодчество.
- Здание плебании, 1-я половина XX века.

### Памятник, скульптура
- Памятник Воинам-землякам[6].